# Trisecus pictus
Trisecus pictus är en insektsart som beskrevs av Ernst Evald Bergroth 1895. Trisecus pictus ingår i släktet Trisecus och familjen Idiostolidae. Inga underarter finns listade i Catalogue of Life.